# 斉藤恒夫
斎藤 恒夫（さいとう つねお、1930年11月8日 - 1990年1月5日）は、愛知県豊川市出身の作曲家・編曲家。
2009年、編曲者として古賀政男音楽博物館が定める「大衆音楽の殿堂」入りを果たした。

## 主な編曲楽曲
- 島倉千代子
  - 「鳳仙花」
- 石川さゆり
  - 「波止場しぐれ」
  - 「滝の白糸」
- 石川さゆり ＆ 琴風豪規
  - 「東京めぐり愛」
- 石原詢子
  - 「恋岬」（遺作）
- 五木ひろし
  - 「長良川艶歌」
  - 「浪花盃」
  - 「夢しずく」
- 尾形大作
  - 「無錫旅情」
- 春日八郎
  - 「恋の長崎雨の街」
- 川中美幸
  - 「越前岬」
- 冠二郎
  - 「泣いてもいいよ」
- 北島三郎
  - 「北の漁場」
- 小林旭
  - 「昔の名前で出ています」
  - 「氷雪海峡・東京わくらば通り・よこはま霧ホテル・哀愁列島」
- 里見浩太朗
  - 「流れ坂」
  - 「再会物語」
- 杉良太郎
  - 「江戸の黒豹」
  - 「君は人のために死ねるか」
  - 「いま愛のために」
  - 「人生くれないに」
- 田辺靖雄
  - 「よせばいいのに」
- 牧村三枝子
  - 「友禅流し」
- 松原のぶえ
  - 「なみだの桟橋」（1977年にシングル発売された森昌子の楽曲のカバー）
- 松村和子
  - 「帰ってこいよ」
- 美空ひばり
  - 「ひとりぼっち」
  - 「雑草の歌」
  - 「おまえに惚れた」
  - 「人恋酒」
  - 「おんなの涙」
  - 「恋港」
  - 「美幌峠」
- 都はるみ
  - 「花あやめ」
  - 「大阪しぐれ」
  - 「夫婦坂」
- 森昌子
  - 「おかあさん」
- 八代亜紀
  - 「あなたと生きる」
  - 「恋瀬川」
- 山本譲二
  - 「みちのくひとり旅」[1]
  - 「旅の終りはお前」
- 米倉ますみ
  - 「俺の出番はきっと来る」
- 渡哲也
  - 「くちなしの花」
- 大川栄策
  - 「おんなの街角」